# Potamodytes zavattarii
Potamodytes zavattarii is een keversoort uit de familie beekkevers (Elmidae). De wetenschappelijke naam van de soort werd in 1939 gepubliceerd door Hermann Bollow.